# Marco Carrascal
Marco Carrascal García (Soto de la Marina, 11 de abril de 2003) es un futbolista español que juega como defensa central en el FC Cartagena de la Primera Federación.

## Trayectoria
Carrascal nació en Soto de la Marina, Cantabria, y se incorporó a la cantera del Racing de Santander procedente del CD Marina Sport.
El 7 de febrero de 2021, Carrascal debutó con el filial , siendo titular en la victoria a domicilio por 2-0 en Tercera División contra el CD Barquereño.
El 13 de octubre de 2024, Carrascal debutó con el primer equipo del Racing de Santander, en la victoria en casa por 1-0 en Segunda División contra el Levante UD.
El 28 de julio de 2025, firma por el FC Cartagena de la Primera RFEF.

## Clubes
Actualizado al último partido disputado el 31 de julio de 2025.
| Club                | País   | Año       | Partidos | Goles |
| ------------------- | ------ | --------- | -------- | ----- |
| Rayo Cantabria      | España | 2021-2025 | 91       | 2     |
| Racing de Santander | España | 2024-2025 | 4        | 0     |
| FC Cartagena        | España | 2025-act. | 0        | 0     |